# Departamento de Ledesma
Departamento de Ledesma är en kommun i Argentina.   Den ligger i provinsen Jujuy, i den norra delen av landet, 1 400 km norr om huvudstaden Buenos Aires.
I omgivningarna runt Departamento de Ledesma växer i huvudsak lövfällande lövskog. Runt Departamento de Ledesma är det ganska glesbefolkat, med 29 invånare per kvadratkilometer.